# Reginald Barlow
Reginald Barlow est un acteur américain, né le 17 juin 1866 à Cambridge, Massachusetts, et mort le 6 juillet 1943 à Hollywood.

## Filmographie partielle
- 1919 : L'Étoile de cinéma (The Cinema Murder) de George D. Baker
- 1925 : Le Corsaire aux jambes molles (Clothes make the pirate) de Maurice Tourneur
- 1932 : This Reckless Age de Frank Tuttle
- 1932 : La Femme de Monte Carlo (The Woman of Monte Carlo) de Michael Curtiz
- 1932 : Alias the Doctor de Michael Curtiz
- 1932 : Plumes de cheval (Horse Feathers) de Norman Z. McLeod
- 1932 : Le Monde et la Chair (The World and the Flesh) de John Cromwell
- 1933 : Ann Vickers de John Cromwell
- 1933 : Carioca (Flying Down to Rio) de Thornton Freeland
- 1934 : You Can't Buy Everything de Charles Reisner
- 1935 : Les Derniers Jours de Pompéi (The Last Days of Pompeii) de Ernest B. Schoedsack et Merian C. Cooper
- 1935 : Romance in Manhattan, de Stephen Roberts
- 1936 : Le Petit Lord Fauntleroy (Little Lord Fauntleroy) de John Cromwell
- 1939 : New Frontier de George Sherman
- 1939 : The Witness Vanishes de Otis Garrett
- 1939 : Le Torrent de la mort (Rovin' Tumbleweeds) de George Sherman
- 1939 : La Tour de Londres (Tower of London) de  Rowland V. Lee
- 1940 : The Courageous Dr Christian de Bernard Vorhaus